# Ohio Community Media
Ohio Community Media était un éditeur privé Américain de quotidiens et d'hebdomadaires, principalement dans l'état de l'Ohio. Il était situé dans la banlieue de Dayton, à Miamisburg, Ohio, et a été la propriété de Philadelphie-Versa en fonction de la gestion du capital.

## Histoire
La plupart des biens de la compagnie font partie de Brun Publishing Company dans l'Ohio, une famille d'éditeurs de Cincinnati, qui a déclaré faillite en avril 2010. En septembre de cette même année, 14 quotidiens de l'Ohio et environ 50 publications hebdomadaires ont été transférés à Ohio Community Media, une nouvelle entité détenue par Brown, dans une transaction évaluée à 21,75 millions $ de dollars.